# Vanellus superciliosus
La pavoncella pettobruno (Vanellus superciliosus, Reichenow, 1886), è un uccello della famiglia dei Charadriidae.

## Sistematica
Vanellus melanopterus non ha sottospecie, è monotipico.

## Distribuzione e habitat
Questo uccello vive in Africa centrale dal Benin alla Tanzania e dal Ciad alla Repubblica Democratica del Congo. È di passo in Ghana, Mauritania e Zambia.